# Termogravimetria

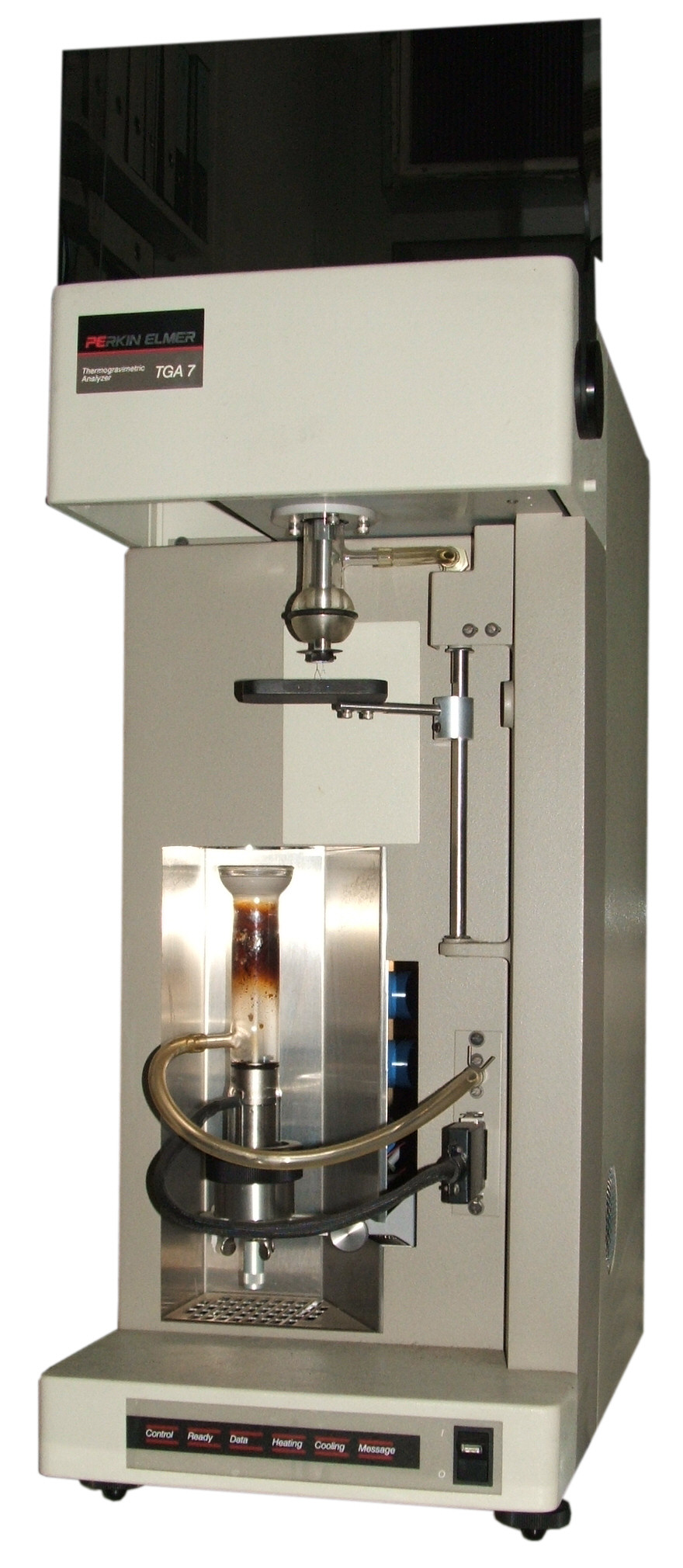
Vecchio modello di strumentazione termogravimetrica da laboratorio.

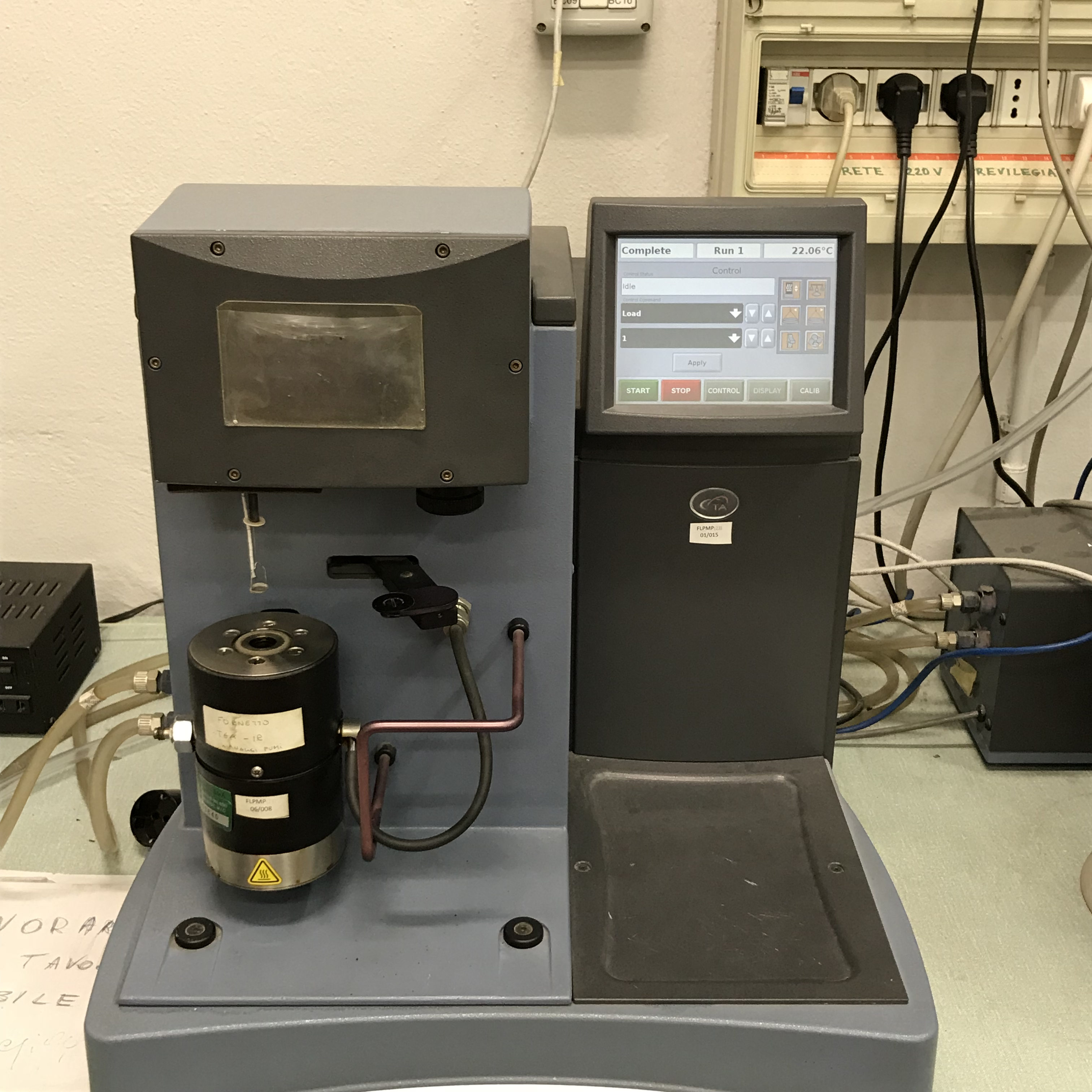
Termogravimetria da laboratorio con fornace per analisi dei gas.

La termogravimetria (TG) o analisi termogravimetrica (TGA) è una tecnica sperimentale di caratterizzazione dei materiali rientrante nella più ampia famiglia dell'analisi termica. La tecnica consiste nella misurazione continua nel tempo della variazione di massa di un campione di materiale in funzione del tempo stesso (isoterma) o della temperatura (rampa di riscaldamento/raffreddamento), in condizioni di atmosfera controllata, inerte, riducente od ossidante. Il risultato di tale analisi, generalmente indicato come termogramma o curva di decomposizione termica, è un grafico nel quale viene riportata la variazione di peso      (asse Y), in valore assoluto o percentuale, in funzione del tempo o della temperatura (asse X). 
Ulteriori informazioni, utili al fine di realizzare un'analisi più approfondita e dettagliata, sono generalmente ricavabili dalla derivata di suddetto segnale, rispetto alla grandezza di interesse (tempo o temperatura).

## Strumentazione
I principali componenti necessari per lo svolgimento di tale analisi possono essere così riassunti:
- Bilancia Termica o Termobilancia: componente chiave atta a monitorare il peso del campione analizzato; la tecnologia comunemente impiegata si basa sull'uso di un sistema di monitoraggio elettronico a fotodiodi, utilizzati per il rilevamento continuo della posizione dei due bracci della bilancia: uno inserito nella fornace contenente il campione e uno sul quale viene posto un portacampione vuoto di riferimento.  Una variazione di massa del campione produce una deflessione del giogo che interpone un otturatore tra la lampada ed uno dei due fotodiodi. La conseguente variazione di corrente del fotodiodo viene amplificata e inviata ad una bobina situata tra i poli di un magnete permanente. Il campo magnetico generato dalla corrente nella bobina riporta il giogo nella sua posizione originale. La corrente amplificata dai fotodiodi viene misurata e tradotta in massa o perdita di massa tramite il sistema di elaborazione.
- Fornace: realizzata generalmente in materiale refrattario (allumina, temperatura di fusione >2000 °C; quarzo, temperatura di fusione >1700 °C; etc.) atto a garantire il raggiungimento di temperature elevate senza rischi di danneggiamento per il materiale stesso;
- Crogioli: contenitori utilizzati per l'inserimento del campione e come contrappeso di riferimento; generalmente in materiale inerte, i più comuni sono realizzati in acciaio (applicazioni per temperature inferiori ai 600-650 °C), platino o allumina.
- Sistema di controllo della temperatura: fondamentale per garantire la corretta realizzazione di differenti programmi termici, dal mantenimento della temperatura (isoterma) ad azioni concatenate di riscaldamento/raffreddamento (rampa di temperatura), gradini termici e molto altro; la misurazione in continuo della temperatura è realizzata mediante l'utilizzo di termocoppie, generalmente in platino rivestite di materiale ceramico, poste all'interno della fornace in prossimità del campione sottoposto ad analisi.
- Sistema di ventilazione e ricircolo dei gas: utile a condizionare e mantenere controllata l'atmosfera all'interno della fornace ed eliminare eventuali gas prodotti a seguito della degradazione del materiale analizzato;
- Sistema di registrazione in continuo del peso del campione.

Oggigiorno tutti i componenti elencati vengono racchiusi in un unico macchinario. La registrazione e memorizzazione del dato è realizzata all'interno della macchina stessa o mediante l'ausilio di un computer, utilizzato anche per la successiva elaborazione dei dati.
Le termobilance attualmente disponibili consentono di analizzare quantità di materiale nell'ordine dei milligrammi (5-20 mg), applicazioni standard, ma permettono di arrivare fino a 1 g. Nel caso di applicazioni più specifiche, generalmente di tipo industriale nei settori di controllo qualità, vengono realizzate particolari bilance in grado di coprire un range di peso dell'ordine delle centinaia di grammi. La sensibilità media di suddetti componenti, grazie alla tecnologia dei fotodiodi, risulta essere dell'ordine dei microgrammi, ovvero circa mille volte inferiore alla quantità media di materiale analizzato.
Le proprietà dei materiali e le tecnologie di lavorazione disponibili, nei casi applicativi standard (allumina e quarzo), consentono di esplorare un range di temperature generalmente compreso tra 23-25 °C (temperatura ambiente) e i 1000-1200 °C. L'impiego di materiali altamente resistenti alle elevate temperature (tungsteno, carburo di tungsteno e grafite) e le relative tecnologie di lavorazione hanno reso possibile la realizzazione di fornaci utili per l'analisi dei materiali a temperature più elevate, da 1500 °C a oltre 2400 °C. Le velocità di riscaldamento utilizzabili dipendono dalle tipologie di fornaci utilizzate; il parametro è strettamente correlato alle proprietà termiche dei rispettivi materiali costituenti, quali il calore specifico (cp) e la conducibilità termica (λ). I range coperti vanno da poco più di 0 °C/min a 50/100 °C/min per quelle standard e fino a 1000 °C/min per gli strumenti realizzati mediante gli ultimi ritrovati tecnologici. Grazie ai relativamente recenti progressi nel campo dell'elettronica e dei sistemi di controllo, nell'ultimo decennio sono stati messi in commercio macchinari in grado di svolgere programmi termici molto più complessi; in tali programmi viene sovrapposto al programma termico classico un segnale sinusoidale di ampiezza arbitraria, selezionabile dall'utilizzatore in funzione della specifica applicazione. Tale configurazione prende il nome di termogravimetria modulata o termogravimetria ad alta risoluzione. Tale analisi consente di distinguere in funzione del tempo o della temperatura fenomeni che risultano essere non facilmente o del tutto non separabili mediante un'analisi termogravimetrica tradizionale.
I gas utilizzati comunemente per il condizionamento dell'atmosfera all'interno della fornace possono essere suddivisi in due principali categorie:
1. Gas inerti: comunemente vengono utilizzati azoto, elio e argon in differenti gradi di purezza commercialmente disponibili.
2. Gas reattivi: ossigeno, anidride carbonica, monossido di azoto e molti altri. Spesso vengono anche utilizzate miscele in differenti proporzioni a seconda della specifica applicazione.

## Calibrazione
Principale aspetto da considerare riguarda il fatto che la termogravimetria e, più in generale, tutte le tecniche di caratterizzazione termica, a differenza di altre metodologie di caratterizzazione dei materiali disponibili, come ad esempio le numerose tecniche spettroscopiche (IR, FTIR, Raman etc.), non forniscono una diretta indicazione del materiale responsabile del risultato ottenuto (cosiddetta impronta digitale del materiale). Per questo motivo differenti aspetti riguardanti i componenti della strumentazione devono essere tenuti in considerazione e soprattutto è necessario accertarsi, mediante periodiche verifiche, che tutte le componenti siano adeguatamente calibrate mediante l'utilizzo di differenti standard.
In generale ogni componente viene tarato e se necessario calibrato separatamente e con una determinata frequenza.

### Termobilancia
La termobilancia è la componente maggiormente sensibile della strumentazione. Per questo motivo, deve essere sottoposta a verifiche periodiche, per esempio ogni 2-3 mesi, del corretto funzionamento mediante l'ausilio di pesi standard certificati in numero variabile a seconda del fondoscala o dei fondoscala della strumentazione e dei futuri campi applicativi delle analisi condotte.

### Temperatura
La calibrazione della scala di temperature misurata e regolata dal sistema di controllo del macchinario viene condotta sfruttando un fenomeno fisico caratteristico di alcuni materiali metallici e leghe denominato punto di Curie o temperatura di Curie. Applicando un campo magnetico alla fornace si conducono riscaldamenti a velocità predefinita e mantenuta identica per tutti gli standard analizzati (è buona norma selezionare una velocità di riscaldamento media tra tutte quelle utilizzate per le successive analisi) su materiali metallici e relative leghe certificate (punto di Curie noto). All'aumentare della temperatura si osserverà una diminuzione del peso del campione sottoposto a suddetto campo magnetico non a causa di un fenomeno di degradazione, ma a causa del raggiungimento del suo punto di Curie, temperatura alla quale il materiale cessa di manifestare le proprietà elettromagnetiche. Anche in questo caso il numero di standard utilizzati e le relative temperature di Curie dipende dal range successivamente coperto durante le analisi condotte su campioni non noti a priori; è buona norma che ogni standard differisca dal precedente, in termini di temperatura di Curie, di circa 150-200 °C.

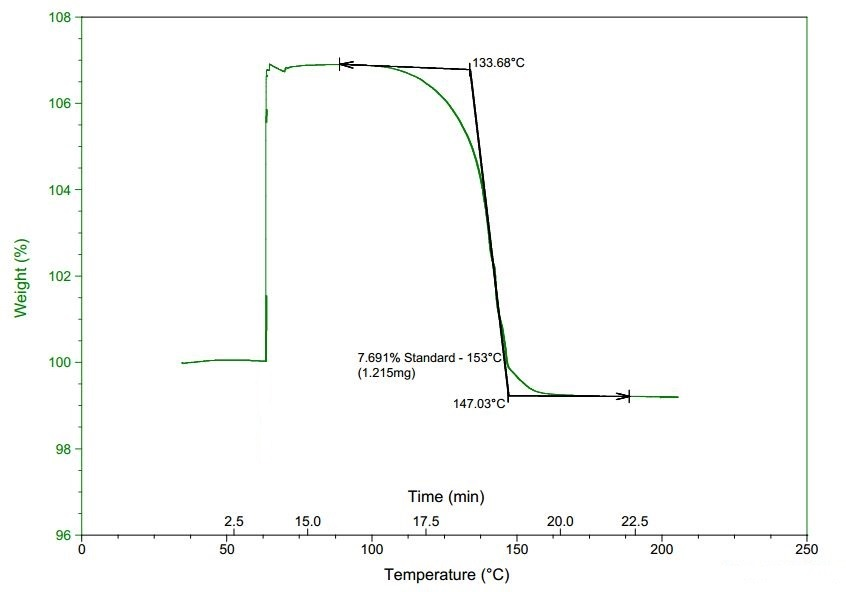
Esempio di analisi condotta su un materiale standard per calibrazione della scala di temperatura.

Materiali comunemente utilizzati e relativi punti di Curie:
| Materiale    | Temperatura (K) | (°C)    |
| ------------ | --------------- | ------- |
| Nichel (Ni)  | 620 K           | 345 °C  |
| Ferro (Fe)   | 1043 K          | 768 °C  |
| Cobalto (Co) | 1389 K          | 1116 °C |

Oltre ai materiali puri sopra riportati vengono comunemente considerati come standard diverse leghe nichel/cobalto (e.g. Alumel).

### Gas
I gas utilizzati durante l'analisi devono essere verificati in termini di purezza, selezionata per la specifica analisi, e in termini di flusso alla fornace. Generalmente un gas inerte (azoto o elio) viene utilizzato durante le varie fasi di calibrazione; i flussi vengono controllati e, se necessario, regolati mediante un flussimetro, indipendente da quelli eventualmente presenti nel macchinario. La purezza del gas inerte può essere accertata indipendentemente dal macchinario stesso, mediante il prelievo di un campione di gas e successiva analisi con gascromatografo o direttamente nel macchinario realizzando una scansione di temperatura dalla minima alla massima richiesta dal normale utilizzo, utilizzando come campione un materiale particolarmente sensibile all'ossidazione (generalmente rame). Eventuali incrementi nel peso durante l'analisi possono essere direttamente correlati al livello di impurità del gas inerte selezionato.
In particolari applicazioni, nelle quali è richiesto un grado di purezza quasi assoluto, è possibile inserire sulla linea delle trappole ad alto rendimento al fine di eliminare i residui di impurità.

### Variabili che influenzano la misura
In generale, i principali fattori che influenzano il risultato di una misura dovrebbero essere mantenuti costanti una volta ottimizzati e selezionati per la specifica applicazione, al fine di ottenere risultati tra loro comparabili, come ad esempio nel confronto della stabilità termica tra differenti materiali o l'individuazione corretta di differenti materiali contenuti all'interno dei campioni in analisi e le loro proporzioni rispetto alla massa iniziale.
Tali parametri sono strettamente correlati ai differenti componenti della strumentazione:
- quantità di materiale analizzato: idealmente identica per tutte le analisi condotte in una sessione di prove su uno specifico materiale o differenti materiali da confrontare;
- programma termico utilizzato: in particolare influisce in modo significativo la velocità di riscaldamento;
- tipologia di crogiolo utilizzato per contenere il campione: si deve tenere in considerazione che anche il materiale con il quale è realizzato il crogiolo, sebbene adatto per resistere alle alte temperature, possiede un'intrinseca inerzia termica.
- entità dei flussi di gas all'interno della fornace: tale parametro influisce in modo significativo sull'esito dell'analisi in quanto indesiderati moti turbolenti o vortici che si generano all'interno della fornace alterano direttamente il valore del peso registrato in continuo dalla termobilancia. Ulteriore fenomeno da tenere in considerazione è l'effetto Buoyancy.[8]
- pulizia della fornace: realizzabile manualmente mediante l'utilizzo di un solvente appropriato o mantenendo la fornace alla massima temperatura raggiungibile (generalmente 900-1000 °C per un determinato intervallo di tempo in atmosfera ossidativa (generalmente ossigeno).

In generale è consigliato realizzare un'analisi preliminare, impostando i parametri selezionati per le future prove, senza inserire alcun campione all'interno dei crogioli, ma semplicemente registrando la linea di base della strumentazione; tale segnale è anche una diretta indicazione dello stato di buon funzionamento dell'apparecchiatura.

## Applicazioni generali
La tecnica trova un'ampia gamma di applicazioni in differenti settori: dalla ricerca scientifica al controllo qualità aziendale, dall'analisi delle acque alle aziende agroalimentari e molti altri.
Le applicazioni generali nei quali la tecnica trova largo impiego e per i quali è stata originariamente sviluppata sono lo studio delle cinetiche di degradazione, più in generale le cinetiche di reazione dei materiali sia in ambiente inerte (azoto, elio o argon) che in ambiente ossidativo (aria tecnica, ossigeno).
Largo impiego si riscontra anche nel campo dei liquidi al fine di studiare differenti cinetiche di evaporazione di differenti soluzioni o cinetiche di assorbimento di differenti materiali, utilizzando ad esempio un flusso di gas specifico o controllando il livello di umidità relativa della fornace.
Una seconda macroarea di applicazione riguarda le analisi svolte in atmosfera ossidativa nelle quali si possono osservare differenti cinetiche di ossidazione a seconda del materiale analizzato o di assorbimento in particolari materiali e in presenza di particolari atmosfere.
Terza macroarea è quella della durabilità e predizione del tempo utile di vita di un prodotto, essenzialmente la previsione della vita utile di un materiale a causa dell'invecchiamento termico o termico e ossidativo; questa stima è resa possibile mediante il calcolo dell'energia di attivazione, ricavabile a seguito di alcune analisi condotte in differenti condizioni. Tale area applicativa è stata sviluppata negli anni 70 e ha trovato un largo impiego in tempi più recenti grazie anche allo sviluppo di macchine in grado di realizzare la termogravimetria modulata. Quest'ultima configurazione consente di stimare l'energia di attivazione svolgendo un'unica analisi.
L'analisi termogravimetrica è stata utilizzata anche per identificare l'anisotropia in campioni di polimeri additivati con inorganici. In questo caso possono essere rilevati effetti di sedimentazione che possono presentarsi durante il processo di gelazione del polimero analizzando le due diverse facce del manufatto (lato superiore e lato inferiore). Se la distribuzione dell'additivo è omogenea, i termogrammi dei due lati devono sovrapporsi, se il campione presenta sedimentazione, il lato inferiore avrà un più alto valore di massa residua rispetto al lato inferiore.

## Esempi
Molti esempi applicativi sono al giorno d'oggi presenti in letteratura e possono essere suddivisi in base alla categoria di materiale analizzato.

### Composti inorganici

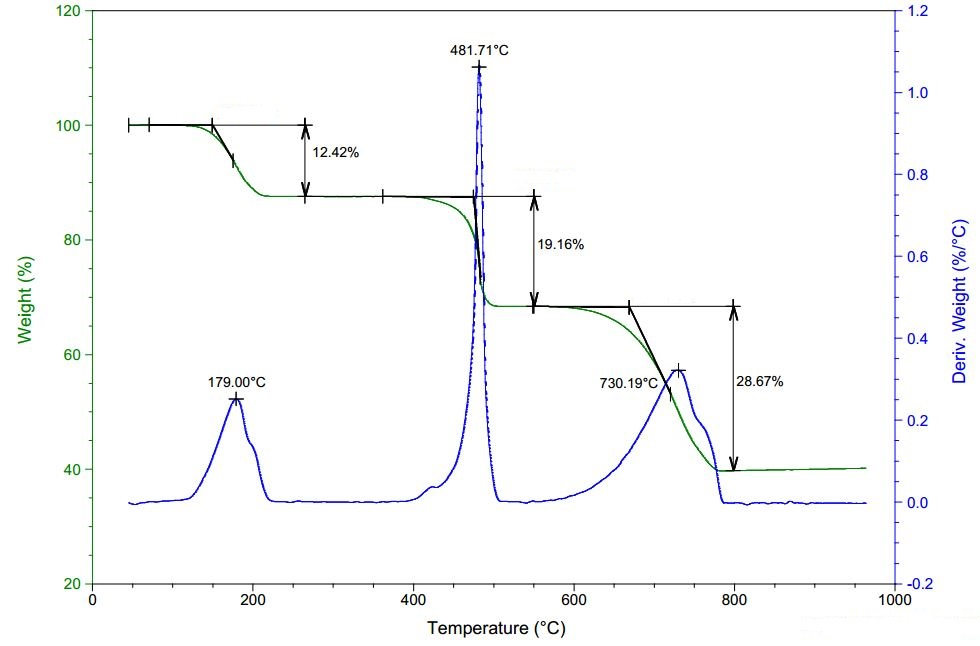
Esempio di analisi condotta su un campione di ossalato di calcio anidro.

Nell'ambito dei composti chimici inorganici la principale applicazione riguarda le cinetiche di reazione in funzione della temperatura.
Un esempio largamente riportato nella letteratura scientifica riguarda l'ossalato di calcio idrato (CaC2O4).
In questa applicazione è possibile distinguere tre differenti fasi di perdita di peso in funzione della temperatura associabili a tre differenti reazioni:
1. Perdita di acqua, l'ossalato di calcio monoidrato diventa ossalato di calcio;
2. Rilascio di monossido di carbonio (CO), l'ossalato di calcio (CaC2O4) diventa carbonato di calcio (CaCO3);
3. Rilascio di anidride carbonica (CO2), il carbonato di calcio (CaCO3) diventa ossido di calcio (CaO);

Altre applicazioni riguardano il controllo qualità di differenti materiali come ad esempio impasti cementizi, bitumi, lana di roccia e molto altro.

### Materiali organici
Nella macro area dei materiali organici gli esempi applicativi risultano essere svariati data la relativamente bassa finestra di temperature di degradazione, generalmente inferiore ai 600 °C - 650 °C.
Sono riportati di seguito alcuni esempi applicativi:
- Stabilità termica di un medesimo materiale organico processato con aggiunta di differenti additivi;[24][25]
- Differenziazione di differenti materiali contenuti all'interno dello stesso materiale; caso esemplificativo riguarda le gomme: è possibile rilevare la presenza dei differenti componenti organici di una miscela;[26]
- Contenuto di filler inorganici all'interno di una matrice organica come ad esempio nel caso di materiali organici rinforzati con fibre o sfere di vetro;[27]
- Contenuto di nerofumo[28] e fibre di carbonio. La tecnica consente un'accurata misurazione del contenuto mediante l'utilizzo di programmi termici adeguati e opportuni cambi di gas in tempo reale, passando nello specifico da atmosfera inerte (azoto, elio o argon) ad un'atmosfera ossidante (generalmente aria o ossigeno);

### Materiali metallici
Principale applicazione di maggior interesse nel campo dei materiali metallici riguarda lo studio di differenti stati di ossidazione in funzione della temperatura e delle differenti atmosfere mediante le quali viene condizionata l'atmosfera all'interno della fornace. In generale l'ossidazione viene rilevata a seguito di un aumento di peso nel segnale e può di conseguenza essere quantificata in funzione ad esempio della percentuale di ossigeno contenuta nel gas di condizionamento.

## Combinazione con altre tecniche
La termogravimetria viene spesso associata e combinata con altre tecniche di caratterizzazione e analisi dei materiali con l'obiettivo di ottenere informazioni dettagliate ed approfondire il comportamento del materiale in funzione della temperatura e di altre variabili.
Le due combinazioni maggiormente utilizzate sono:

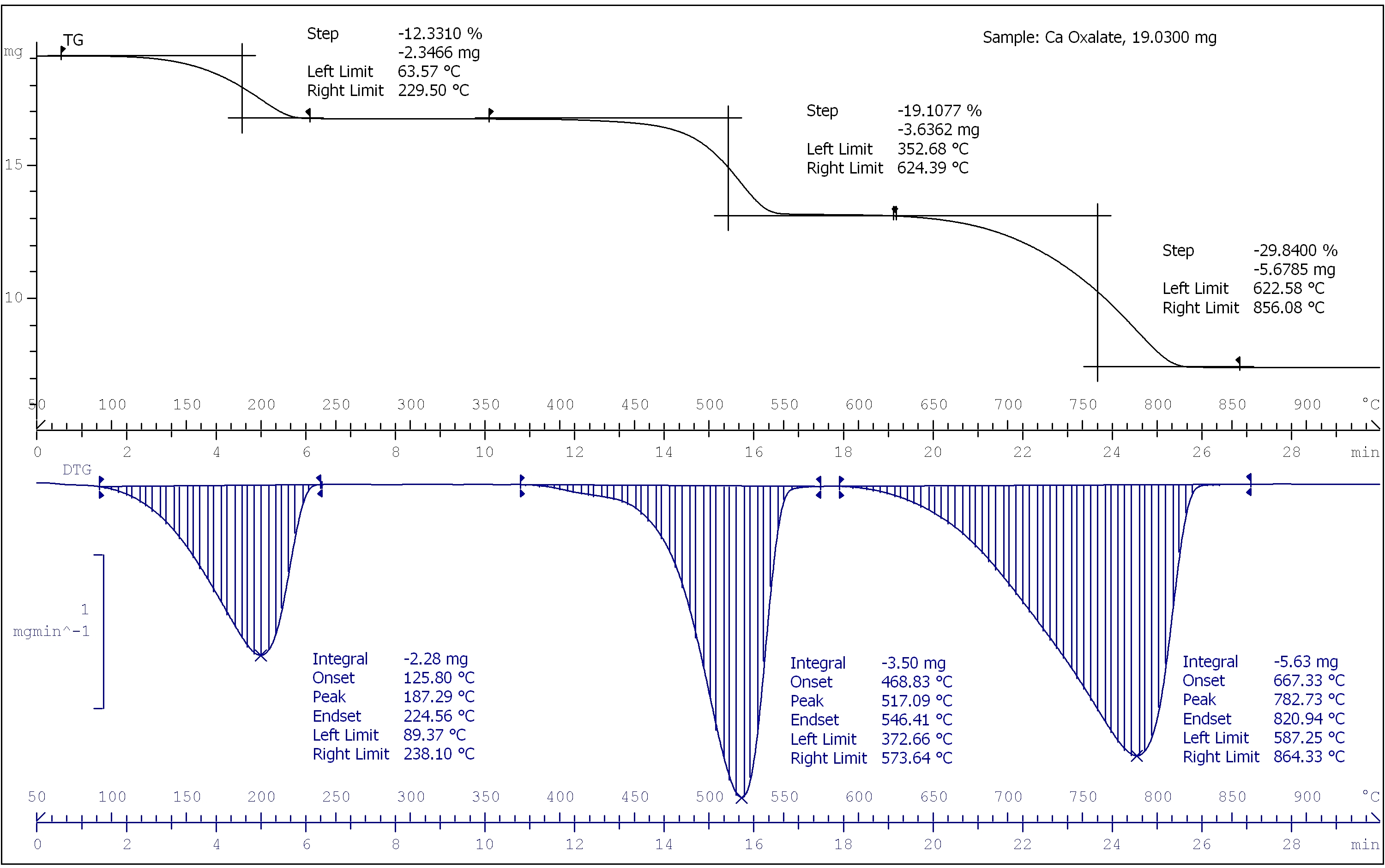
Analisi simultanea (TGA-DSC) su un campione di ossalato di calcio.

- Termogravimetria abbinata alla calorimetria differenziale a scansione(DSC): tale combinazione consente di ottenere informazioni, svolgendo un'unica analisi, su tutte le transizioni di fase cui è soggetto il materiale (e.g. transizione vetrosa per i materiali polimerici,[31] polimorfismo[32]) e assicura la corretta attribuzione del segnale DSC ai fenomeni fisici che avvengono nel materiale in funzione della temperatura (e.g. distinzione tra picchi endotermici di fusione o di degradazione termica). Comunemente tale accoppiamento viene identificato come Analisi Termica Simultanea (STA).[33]
- Termogravimetria abbinata all'analisi dei gas mediante spettroscopia infrarossa (IR)[34] o gascromatografia (GC)[35]: in questa configurazione è possibile ottenere informazioni in tempo reale o a posteriori, raccogliendo i gas prodotti dalla degradazione del materiale in analisi, sulla natura di questi ultimi. Comuni esempi sono legati all'individuazione di composti a base di cloro, la presenza di acqua, l'emissione di monossido di carbonio e molti altri. Tale accoppiamento viene denominato Analisi dei Gas Evoluti (EGA).[36][37]